# 想在AQUARIUM恋爱
《想在AQUARIUM恋爱》（日语： Koi konaritai Akuariumu）是Aqours的第二首单曲，2016年4月27日由Lantis发行。

## 概要
本单曲分为BD同捆和DVD同捆两种。除同名A面曲《想在AQUARIUM恋爱》外，还收录了另外两首歌曲以及广播剧。初回限定盘附赠线下活动的代码和Aqours成員介紹卡一张（共9种），此外各店铺也会提供不同的特典。另外，为纪念单曲发行，日本伊豆箱根鉄道駿豆線推出了Aqours主题涂装列车，2016年4月27日至7月运行。
单曲发布首日，便在Oricon公信榜日榜上取得了第4名的成绩，至4月30日登上日榜首位，当周周榜上也以约4.7万张的销量取得了第3名的成绩，同时位列当周动画歌曲榜第1名及2016年4月月榜第7名。
2017年9月，单曲获得日本唱片协会的金唱片认证。

## 收录曲目
与Aqours的第一张单曲《你的心灵是否光芒闪耀？》相同，在CD中收录了〈想在AQUARIUM恋爱〉等3首歌曲，並另外收錄4段由Aqours全員演出的广播剧，而BD和DVD则收录了A面曲〈想在AQUARIUM恋爱〉的动画音乐影片。
收录内容中Vocal曲以粗体表示，标记▲符号的是广播剧。括号中的中文翻译仅供参考，并非官方翻译。
| CD       | CD                           | CD         | CD       | CD    |
| 曲序     | 曲目                         | 作曲       | 编曲     | 时长  |
| -------- | ---------------------------- | ---------- | -------- | ----- |
| 1.       | （想在AQUARIUM恋爱）         | 佐佐仓有吾 | 渡边和纪 | 5:08  |
| 2.       | （等待我的戀愛之歌）         | 山口朗彦   | 山口朗彦 | 6:00  |
| 3.       | （哪怕是望塵莫及的繁星）     | 宫崎诚     | 宮崎誠   | 4:48  |
| 4.       | （Off Vocal）                |            |          | 4:45  |
| 5.       | ▲ （突击！风云海洋公园）     |            |          | 10:18 |
| 6.       | ▲ （不可思议！发现海洋天堂） |            |          | 12:36 |
| 7.       | ▲ （宽敞舒适！深海鱼水族馆） |            |          | 11:23 |
| 8.       | ▲ （我们的Best Hit Stage！） |            |          | 12:47 |
| 总时长： | 总时长：                     | 总时长：   | 总时长： | 67:45 |

BD、DVD
- 動畫PV

數位版（單獨販售）
- （Off Vocal）
- （Off Vocal）

## 音樂動畫製作團隊
- 企画：日昇動畫
- 原作：矢立肇
- 原案：公野櫻子
- 監督、分镜：酒井和男
- 演出：远藤广隆
- 角色設計：室田雄平
- 作品设计：河毛雅妃
- 總作畫監督：河毛雅妃、平山圆（日语：平山円）、藤井智之
- 作畫監督：佐野惠一
- Live部分作畫監督：永富浩司、後藤望、重国勇二、寺尾憲治、渡邊敬介
- 美術監督：東潤一
- 佈景設計：高橋武之
- 色彩設計：横山佐代子
- CG监督：黑崎豪
- CG制作人：小石川淳
- 3DCGI：Sublimation
- 攝影監督：杉山大樹
- 編輯：今井大介
- 音響監督：長崎行男（日语：長崎行男）
- 音樂製作：Lantis、日昇音乐出版
- 音樂製作人：伊藤善之
- 製作人：平山理志、大久保隆一
- 舞蹈編排：石川由美（日语：石川ゆみ）
- 製作：Project Love Live! Sunshine!!（日昇動畫、Lantis、ASCII Media Works）